# 罗比·科尔曼
罗比·科尔曼（英語：Robbie Coleman，1990年8月3日—），生于昆比恩，澳大利亚男子橄榄球运动员。他曾代表澳大利亚七人制国家队参加2010年英联邦运动会七人制橄榄球比赛，获得一枚银牌。